# Saint-Martin-le-Pin
Saint-Martin-le-Pin település Franciaországban, Dordogne megyében. Lakosainak száma 273 fő (2022. január 1.). Saint-Martin-le-Pin Le Bourdeix, Saint-Martial-de-Valette, Nontron, Lussas-et-Nontronneau és Javerlhac-et-la-Chapelle-Saint-Robert községekkel határos.

## Népesség
A település népessége az elmúlt években az alábbi módon változott:
| Lakosok száma | 405  | 292  | 303  | 301  | 289  | 282  | 271  | 267  | 262  | 273  |
|               | 1968 | 1982 | 1990 | 2006 | 2013 | 2015 | 2017 | 2019 | 2020 | 2022 |